# Rovescio (moneta)

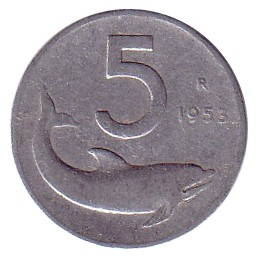
Rovescio di una moneta italiana da 5 lire

Il rovescio o verso di una moneta è il lato opposto al dritto o recto. Generalmente viene considerato il lato meno importante della moneta, dove viene riportata l’indicazione del valore nominale della moneta o altre raffigurazioni. Viene anche comunemente chiamato croce.
Nella monetazione al martello coincideva in genere con il conio di martello che era maggiormente soggetto a usura e danneggiamento. In genere il rovescio presentava una leggera concavità. Nel caso della monetazione classica imperiale romana ad esempio il dritto, dove il conio era più stabile, solitamente ospitava il ritratto dell'imperatore e il rovescio figure allegoriche o di divinità.
Anche se solitamente si parla di dritto e rovescio in numismatica, la stessa terminologia si applica a tutti gli oggetti che hanno due facce come banconote (per le quali spesso si preferisce il termine retro), bandiere, dipinti, fogli di carta.